# Constance Jeans
Constance „Connie“ Mabel Jeans (* 23. August 1899 in Nottingham; † 31. März 1984 in Falmouth (Cornwall)) war eine britische Freistilschwimmerin und olympische Medaillengewinnerin.

## Leben
Jeans war eine von sechs Schwestern, die alle dem Nottingham Ladies Swimming Club angehörten.
Sie nahm an den Olympischen Sommerspielen 1920 und 1924 teil. Bei diesen Spielen gewann sie mit der britischen 4-mal-100-Meter-Freistilstaffel jeweils die Silbermedaille.
In Antwerpen 1920 wurde sie in den Einzelwettbewerben über 100 und 300 Meter Freistil jeweils Vierte.
Vier Jahre später wiederholte sie ihren vierten Platz im Einzel über 100 Meter Freistil. Über die 400 Meter Freistil schied sie im Halbfinale aus.
Nach ihrer Schwimmkarriere arbeitete sie in ihrer Heimatstadt Nottingham als Lehrerin.